# Jammu och Kashmir (delstat)
Jammu och Kashmir var en delstat i norra Indien. Delstaten gränsade till Pakistan i väster, Kina i norr och öst samt Himachal Pradesh och Punjab i söder. Delstaten utgjorde den södra delen av bergsregionen Kashmir och var i det storpolitiska blickfånget ända sedan delningen av Indien år 1947 då bägge de självständiga staterna Indien och Pakistan gjorde anspråk på hela Kashmir, men tvingades dela upp regionen mellan sig som följd av det första indo-pakistanska kriget samma år.
Den 31 oktober 2019 upplöstes delstaten Jammu och Kashmir och ersattes av två separata, av den indiska centralregeringen direktstyrda, unionsterritorier: Jammu och Kashmir samt Ladakh.

## Historia

### Tidigmodern och modern tid
Bergsområdet Kashmir erövrades av Mogulriket på 1580-talet och löd under stormogulerna i nästan tvåhundra år tills området tillföll det afghanska Durraniriket, som besegrade stormogul Ahmad Shah Bahadur år 1751. Efter drygt 70 år av afghanskt styre erövrades Kashmir av Sikhriket under Ranjit Singh år 1819 och kom därefter att regeras från sikhernas huvudstad Lahore. Sikherna erkände år 1820 Gulab Singh som raja av Jammu och vasall till den sikhiske maharadjan i Lahore. År 1845 bröt det första sikhkriget ut mellan Sikhriket och Brittiska ostindiska kompaniet varpå sikherna tvingades avträda merparten av Kashmir till britterna. Gulab Singh, som hade bytt till britternas sida i kriget, fick lov att köpa loss resten av Kashmir från Ostindiska kompaniet och grundade Kashmirs hinduiska furstehus.
Furstestaten Jammu och Kashmir fungerade som buffertstat mellan Brittiska Indien och Ryska kejsardömet i stormakternas konkurrerande intressen i Väst- och Centralasien. Den muslimska majoritetsbefolkningen levde under knappa villkor i förhållande till den hinduiska samhällseliten och utsattes för officiell diskriminering. Jammu och Kashmir hade gett britterna sitt stöd i sepoyupproret år 1857 och maharadjans styre fick i gengäld britternas stöd. Liksom de övriga indiska furstestaterna regerade maharadjan av Kashmir i praktiken som vasall till den brittiska kronan efter år 1858, men landet införlivades aldrig formellt i Brittiska Indien.

### Kashmir efter självständigheten 1947
Partipolitisk aktivitet började sprida sig i Kashmir under mellankrigstiden och muslimska politiker började förespråka utökade rättigheter för den religiösa majoriteten i riket, främst genom det muslimska partiet All Jammu and Kashmir Muslim Conference. Då britterna år 1947 delade upp Indien i två stater fick de inhemska furstarna välja om de ville att deras småriken skulle uppgå i Indien eller Pakistan, eller bevara sitt oberoende. Maharadja Hari Singh försökte bibehålla den kashmiriska självständigheten varpå milis från Pakistan invaderade landet. Maharadjan vädjade till Indien om hjälp, och sedan hjälp givits skrev maharadjan under en ansökan om Jammu och Kashmirs anslutning till Indien. Riket delades i och med slutet på det första indo-pakistanska kriget längs en tillfällig stilleståndslinje. År 1972 omvandlades den gamla stilleståndslinjen till en beständig demarkationslinje (på engelska kallad Line of Control) som fungerar som inofficiell gräns mellan de av Pakistan respektive Indien kontrollerade delarna av Kashmir. I och med kriget mellan Indien och Kina 1962 erövrades den nordöstligaste delen av den gamla furstestaten, högplatån Aksai Chin, av Folkrepubliken Kina som året därpå dessutom erhöll ytterligare territorium norr om Karakoram av Pakistan. Inga av Kinas anspråk på delar av den gamla furstestaten Jammu och Kashmir har erkänts av Indien, däremot av Pakistan.
Den inhemska befolkningens frustration med det politiska styret i Jammu och Kashmir eskalerade i början på 1990-talet till ett regelrätt uppror, främst i den tätbefolkade Kashmirdalen. Upproret förvärrades och fick en kraftigt religiös prägel när islamistiska väpnade grupper, tidigare verksamma i kriget mot Sovjetunionen i Afghanistan, började gå över demarkationslinjen från baser på pakistanskt kontrollerat territorium.

## Geografi
Delstaten var höglänt och utgjordes av torra högslätter kallade kandi, tropiska slätter i Jammu, arktiska höga bergsmassiv samt den viktiga dalgången Kashmirdalen. Världens näst högsta berg, K2, finns i Kashmir, och floden Indus flyter genom området. 30,0 % av arealen är åkermark. Det sker ofta jordbävningar i området, där jordbävningen i Kashmir 2005 resulterade i hundratusentals skadade och döda i hela området. 
Delstaten hade två huvudstäder: Srinagar var sommarhuvudstad (maj–oktober) och Jammu var vinterhuvudstad (november–april).

## Politik

Delstaten Jammu och Kashmirs flagga infördes officiellt år 1952.

Jammu och Kashmir åtnjöt större autonomi än vad som normalt tillerkändes Indiens delstater i enlighet med artikel 35 A och artikel 370 i Indiens författning. Detta var ett resultat av de överenskommelser som slöts mellan den sista regerande maharadjan av Kashmir och det självständiga Indiens regering i samband med att den gamla furstestaten uppgick i Dominionen Indien. Delstaten tilläts skriva en egen delstatsförfattning som i många avseenden gällde istället för den indiska författningen; bland annat var offentliga anställningar och markköp helt och hållet förbehållet den inhemska kashmiriska befolkningen. År 1990 trädde särskild lagstiftning i kraft i Jammu och Kashmir som gav Indiens armé omfattande befogenheter att slå ner allt väpnat motstånd.
I delstaten verkade även ett antal lokala politiska partier varav de främsta var Jammu & Kashmir National Conference och Jammu and Kashmir Peoples Democratic Party. De nationella partierna Bharatiya Janata Party och Kongresspartiet har periodvis haft stort inflytande i delstatspolitiken.

## Demografi
Delstaten var en av de fattigare och mer underutvecklade i Indien. Läskunnigheten i delstaten uppgick till 26,7 procent 1981, varav 36,3 procent av männen och 15,9 procent av kvinnorna. Urbaniseringsgraden var 23,8 procent. Urdu var delstatens officiella språk och talades bredvid lokala språk som kashmiri, hindi, dogri, pahari och ladakhi.